# Rogeria caraiba
Rogeria caraiba är en myrart som beskrevs av Santschi 1936. Rogeria caraiba ingår i släktet Rogeria och familjen myror. Inga underarter finns listade i Catalogue of Life.